# Zoner Callisto
Zoner Callisto je vektorový grafický editor. Byl vyvíjen firmou Zoner software, která jeho vývoj ukončila verzí 5 v roce 2004. V roce 2012  uvolnila tuto verzi bez licencovaných písem k volnému užití.

## Historie
Zoner Callisto byl vyvíjen od založení firmy Zoner software. Firma uvádí tyto vývojové verze:
- Zoner Callisto 2 (bez udání roku)
- Zoner Callisto 3 (1998)
- Zoner Callisto 4 (2000)
- Zoner Callisto 5 (2004)

V zahraničí byl Zoner Callisto od verze 3 distribuován pod názvem Zoner Draw se shodným číslováním s českou mutací programu.

## Funkce
Program obsahuje běžné funkce vektorových editorů – lze tvořit obdélníky, kruhy, mnohoúhelníky, hvězdy a další uzavřené tvary. Uzavřené tvary mohou mít výplň – jednobarevnou, barevný přechod, náhodně generovaný barevný obsah (fraktál) nebo bitmapový vzor. Kromě uzavřených tvarů lze vytvořit úsečky a křivky – tzv. Beziérovy křivky, s jedním nebo dvěma vrcholy. Křivky lze pospojovat do uzavřeného tvaru. Všechny vytvořené objekty lze následně upravovat (editovat či tvarovat). Objekty se na sebe vrství, jejich pořadí lze měnit.

### Formáty souborů
Zoner Callisto používá vlastní proprietární formát pro ukládání vektorové kresby – ZMF (Zoner Meta File). Umí importovat a exportovat i jiné vektorové formáty souborů (Adobe Illustrator, Encapsulated PostScript a jiné), ale protože jeho vývoj byl již ukončen, nepracuje s novými verzemi těchto formátů. Umí také importovat značné množství rastrových formátů souborů, pro jejich úpravy má zabudovaný rastrový editor, možnostmi zhruba odpovídající Zoner Media Exploreru ve starší verzi. Do běžných rastrových formátů lze vytvořené kresby exportovat.

### Podporované platformy OS
Zoner Callisto byl vyvinut pro použití v operačních systémech MS Windows. Nativně je 32bitový, ale lze ho spouštět i v prostředí 64bitového operačního systému MS Windows. Ke stažení je na stránkách programu.